# Cavaniglia

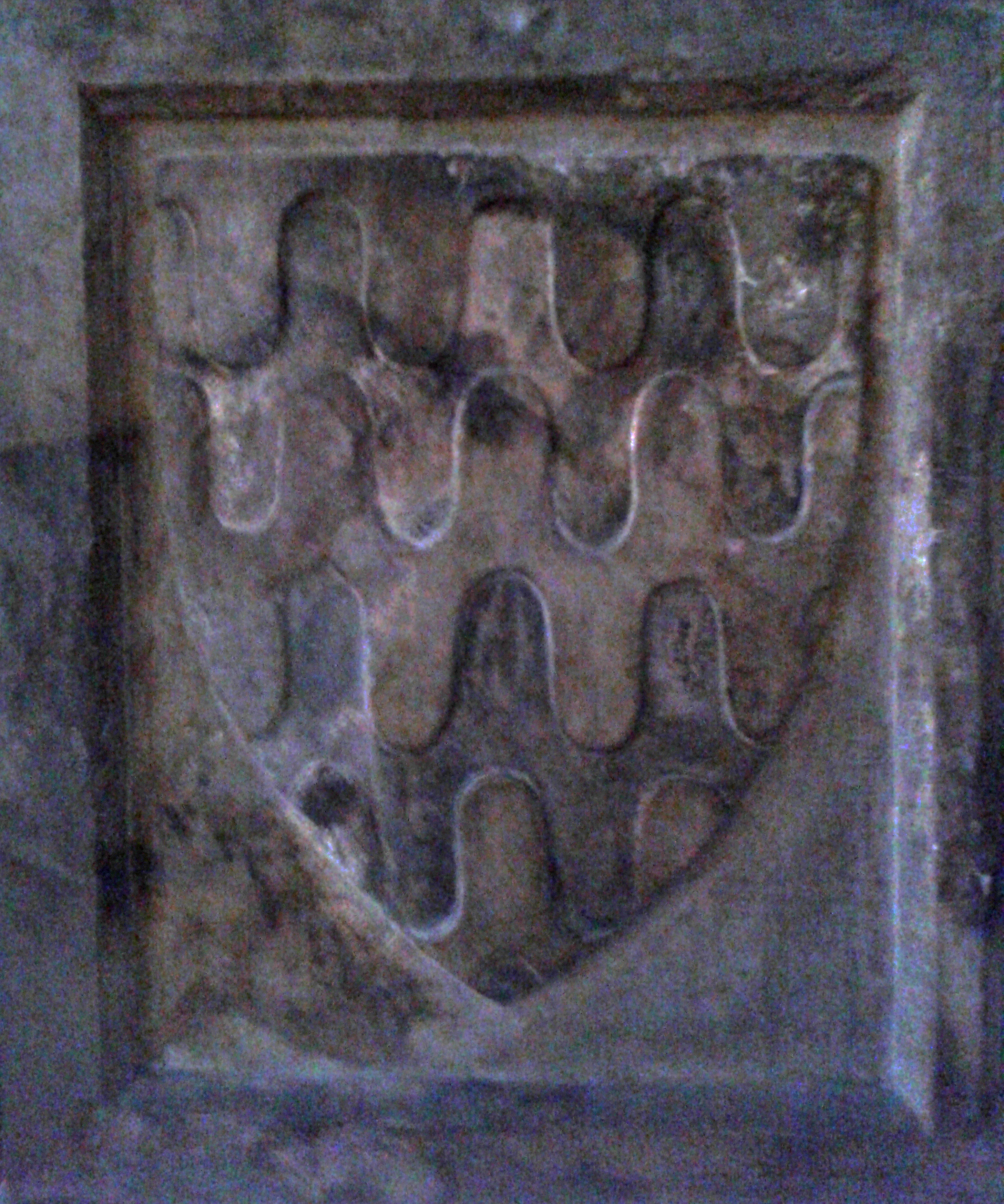
Stemma dei Cavaniglia

La famiglia Cavaniglia è stata una famiglia nobile giunta nel Regno di Napoli dalla Spagna al seguito di re Alfonso V d'Aragona nel primo quarto del XV secolo dalla Valencia.
I Cavaniglia ebbero i titoli di conti di Montella e Troia, Celle, Galiano, Montalto, Sangiorgio e Vitulano, marchesi di San Marco dei Cavoti e duchi di Santagata, Flumeri, Rodi e San Giovanni Rotondo. Vissero tra la corte di Napoli e il palazzo di Montella. Si estinsero nel XVIII secolo con Anna Cavaniglia, principessa di Sant'Antimo.
Il ramo dei Conti di Montella e Troia si estinse nel 1609 con Troiano III, quello dei Marchesi di San Marco dei Cavoti nel 1792 con Carlo.
Lo stemma dei Cavaniglia reca tre fasce ondate.

## Storia

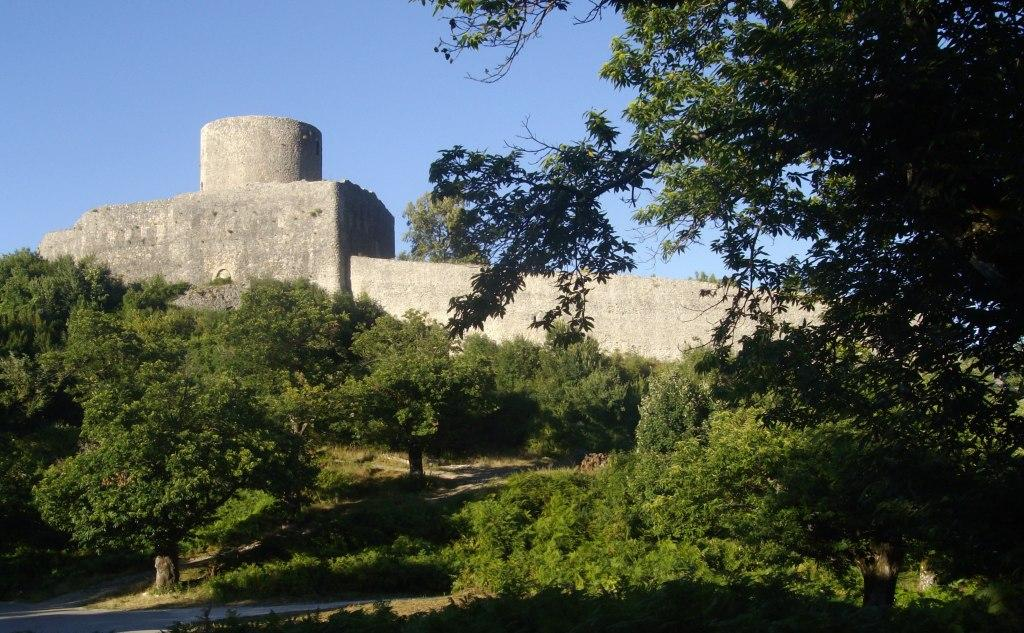
Il Castello di Montella, ove Garzia I ospitò Alfonso V d'Aragona nel 1445

### Garzia I (1395 ca.-1453)
Il capostipite nel Regno di Napoli fu Garzia I, giunto in Italia nel 1418 al seguito di Alfonso V d'Aragona, appartenente alla dinastia dei Cabanillas di Valenza e nipote del viceré di Valenza Pietro Cabanillas. Fu uno degli artefici della conquista aragonese del Regno di Napoli e divenne ambasciatore del re presso papa Niccolò V.
Nel 1445 acquistò dal sovrano per 11.000 ducati il feudo comprendente i territori di Montella, Bagnoli e Cassano Irpino (attuale provincia di Avellino). Nello stesso anno accolse il re nel castello di Montella in una memorabile battuta di caccia. Fu nominato conte di Troia, nel giustizierato di Capitanata (attuale provincia di Foggia), e barone di Montecorvino. Fu comandante dell'esercito napoletano lasciato nelle Marche, a sostegno di papa Eugenio IV contro Francesco Sforza.
Sposò la nobildonna Giulia Caracciolo di Melfi, figlia di Troiano e nipote del gran siniscalco del Regno Sergianni Caracciolo. Poiché la presenza di Garzia nel regno non è documentata prima del 1435, il matrimonio dovette avvenire nel 1436 circa, o al più, secondo l'opinione dello storico Francesco Scandone, verso il 1441. La coppia ebbe tre figli:
- Iñigo (Ignazio), nato verso il 1437, dal momento che nel febbraio del 1438 Garzia fece testamento lasciando erede il proprio primogenito, oppure - sempre secondo Scandone - verso il 1442. Morì prima del padre.
- Giovanni, nato nel 1443 e morto nel 1473, come si deduce dal suo epitaffio.[6]
- Diego (1448-1481).

Nel giugno del 1453, durante la guerra che vedeva Venezia e Napoli coalizzate contro Francesco Sforza, re Alfonso mise a capo dell'esercito da inviare in Toscana il figlio Ferrante, allora duca di Calabria, spalleggiato da Garzia Cavaniglia in qualità di consigliere. Pochi mesi dopo, mentre si procedeva alla presa in consegna di alcune fortezze cedute, uno dei castellani, Antonio Gualandi, venne meno ai patti e fece chiudere le porte all'esercito napoletano. Seguirono a quel punto rivolte nei castelli già ceduti e Garzia rimase ucciso durante uno di quegli scontri. Fu sepolto nella chiesa di Santa Maria di Monteoliveto a Napoli.

### Diego I (1448-1481)
A Garzia I succedette il figlio Giovanni, malato dalla nascita, che morì trentenne nel 1473. A lui succedette il fratello Diego. Cresciuto alla corte dei reali di Napoli, discepolo prediletto di re Ferdinando I, si vocifera di una sua relazione giovanile con la principessa Eleonora, poi duchessa di Ferrara. Da re Ferdinando ottenne nel 1477 il titolo di conte del feudo di Montella, già possesso del padre Garzia. Sposò nello stesso anno Margherita Orsini dei duchi di Gravina (1460 - 1521). Vissero a Montella, nell'ormai scomparso palazzo comitale.
All'inizio dell'estate del 1481 partì da Montella con i suoi uomini capitanati da Angelo Lionello Bruni e al seguito di re Ferrante alla volta di Otranto assediata dai Turchi. Verso gli inizi di settembre venne colpito, sembra, da una freccia al ginocchio. Morì pochi giorni dopo nel castello dei principi Castriota di Copertino dove aveva trovato accoglienza.
La salma fu riportata a Montella e inumata nella chiesa di San Francesco. Fu poi trasferita nel sarcofago realizzato dallo scultore Jacopo della Pila per volere della vedova, morta nel 1521 e sepolta nella stessa chiesa.
Il 1º marzo 2004 nell'attuale sacrestia della Chiesa di San Francesco a Montella è stato ritrovato il suo scheletro con parte dell'abbigliamento funebre, comprendente la giornea, che ad oggi rappresenta l'unico originale di questo indumento mai ritrovato.
Diego I ebbe due figli: Troiano, suo erede, e Nicolina (1480-1546), che non si sposò e visse tra la corte di Montella e quella di Napoli.

### Troiano I (1479-1528)
Nato nel 1479 e rimasto orfano di padre a soli 2 anni, ottenne il 28 gennaio 1482 l'investitura dei feudi, con il titolo di conte, con l'esenzione dalla tassa del relevio, essendo figlio di un eroe della battaglia di Otranto. Fu affidato alla tutela diretta di re Ferdinando d'Aragona, che ne amministrò i beni e ne curò l'educazione, e passò l'infanzia nel palazzo del prozio Sergianni Caracciolo. Nel 1494 re Ferrante emancipò il conte Cavaniglia dandogli in sposa Ippolita Carafa dei duchi di Ariano e nominandolo regio consigliere.
Partecipò alla spedizione contro Antonio Sanseverino, principe di Salerno, ribelle al potere regio. Tornò poi a Montella e vi rimase fino all'11 luglio del 1501, quando, poco prima della caduta dell'ultimo Aragonese, si arrese ai Francesi. Allo scoppio delle ostilità tra i francesi e gli spagnoli, si schierò con questi ultimi. Nel 1503 assalì, mentre transitava per le sue terre un contingente delle truppe francesi superstiti alla battaglia di Cerignola, che da Melfi raggiunsero Atripalda, attraversando la valle del Calore. Nel 1505 si recò in Spagna, essendo uno dei tre nobili concessi in compagnia al figlio di Federico, Ferdinando d'Aragona.
Nel 1528 Troiano si trovava a Montella, già malato, quando ricevette la notizia dell'avanzare del Lautrec verso la Puglia. Partì alla volta della sua contea di Troia in lettiga, ma appena giunto vi morì e fu sepolto lì, nella chiesa di San Francesco.
Ebbe una vasta cultura umanistica e fu Accademico pontaniano. Ospitò nel palazzo di corte di Montella molti esponenti di quella accademia, tra cui Giano Anisio, Giovanni Cotta e Jacopo Sannazzaro. A Troiano I il Sannazzaro dedicò due egloghe e l'Anisio la prima delle sue satire.

### Perdita del feudo di Montella ed estinzione
Nel 1595 Marcello Cavaniglia fu insignito da re Filippo II di Spagna del titolo di marchese di San Marco in Calabria Ultra, creando un nuovo ramo estintosi nel 1618. Nel 1739 i Cavaniglia persero il feudo di Montella, che passò ai Grimaldi e poi ai Doria d'Angri.
Anna Cavaniglia, ultima discendente, figlia di Troiano, contessa di Celle, Galiano, Montalto, Montella, Sangiorgio, Troia e Virtulano, marchesa di San Marco dei Cavoti e duchessa di Santagata, Flumari, Rodi e San Giovanni Rotondo, nel 1755 sposa il principe di Sant’Antimo Carlo Ruffo. 

## Conti di Troia (1442) e di Montella (1477)
- Garzia (m. 1453), I conte di Troia
- Giovanni (1443-1473), II conte di Troia
- Diego (1448-1481), III conte di Troia, I conte di Montella fratello del precedente
- Troiano (1479-1528), IV conte di Troia, II conte di Montella
- Diego (m. 1529), V conte di Troia, III conte di Montella
- Troiano, VI conte di Troia, IV conte di Montella

Vende il feudo di Troia
- Garzia, V conte di Montella
- Troiano, VI conte di Montella

Estinzione della linea maschile

## Marchesi di San Marco
Il ramo si origina da Marcello, figlio di Cesare, fratello di Diego, III conte di Troia.
- Marcello (m. 1607), I marchese di San Marco
- Ferrante (m. 1612), II marchese di San Marco
- Marcello (m. 1627), III marchese di San Marco
- Girolamo (m. 1649), IV marchese di San Marco, nipote del precedente
- Carlo Emanuele (1616-1663), V marchese di San Marco
- Girolamo (1642-1705), VI marchese di San Marco, diviene duca di San Giovanni Rotondo per eredità

Passaggio del titolo nei duchi di San Giovanni Rotondo

## Duchi di San Giovanni Rotondo (1623)
Il ramo si origina da Pietro, figlio di Andronico, fratello di Diego, III conte di Troia.
- Pietro (m. 1636), I duca di San Giovanni Rotondo
- Michele (m. 1668), II duca di San Giovanni Rotondo, parente del precedente
- Emanuele, III duca di San Giovanni Rotondo
- Diego, IV duca di San Giovanni Rotondo, fratello del precedente
- Girolamo (1642-1705), V duca di San Giovanni Rotondo, VI marchese di San Marco, nipote del precedente
- Carlo (1674-1734), VI duca di San Giovanni Rotondo, VII marchese di San Marco
- Troiano (1707-1780), VII duca di San Giovanni Rotondo, VIII marchese di San Marco
- Carlo (1779-1792), VIII duca di San Giovanni Rotondo, IX marchese di San Marco
- Maria Felice (1729-1795), IX duchessa di San Giovanni Rotondo, X marchesa di San Marco

Estinzione della linea maschile